# Војислав Тодоровић
Војислав Тодоровић (Бања Лука, 1933 — Београд, 2008), често у литератури навођен као Војислав Тодорић, био је српски сликар.

## Биографија
Рођен је 1933. године у Бања Луци. Завршио је Академију ликовних уметности у Београду са специјалним течајем код професора Недељка Гвозденовића. Радио је као асистент за сликање Факултета ликовних уметности Универзитета уметности у Београду. Више година предавао је Сликарску технологију на Акедимији за ликовну уметност у Приштини.
Излаже од 1956, самостално је излагао у Београду 1956. и 1965, Бања Луци и Сарајеву 1966. године. Учествовао је на групним изложбама Удружења ликовних уметника Србије, Пролећним и Јесењим изложбама, изложбама Октобарског салона, Јесењем салону у Паризу 1967. и бројним другим колективним изложбама. Добитник је Пролећне награде УЛУС-а 1964, Златне палете УЛУС-а 1965. и два пута је награђиван на конкурсним изложбама. Бавио се графиком.